# Secrétariat général du gouvernement (Maroc)
Pour les articles homonymes, voir Secrétariat général du Gouvernement et SGG.
Le Secrétariat général du gouvernement est un ministère marocain créé après l'indépendance du Maroc le 10 décembre 1955. A sa tête se trouve un secrétaire général du gouvernement qui a rang de ministre, ce qui l'autorise à exercer les pouvoirs de ministre, et le poste est actuellement dirigé par Mohamed Hajoui. 
La mission principale du ministère est d'assurer le bon fonctionnement des travaux du gouvernement et il a la responsabilité de suivre le rythme de chaque projet de texte juridique depuis le stade de sa préparation jusqu'à sa publication au Bulletin officiel.

## Organigramme
Le Secrétariat Général du Gouvernement, outre le cabinet du secrétaire général du Gouvernement, comprend :
- Secrétariat général
- Inspection Générale des Services Administratifs
- Direction Générale de la Législation et des Etudes Juridiques comprend:
  - Direction de la Législation et de la Réglementation
  - Direction des études et recherches juridiques
  - Direction de la Traduction, de la Documentation et de la Codification
- Direction de l'Imprimerie Officielle
- Direction des associations officielles
- Direction des professions réglementées et des organismes professionnels
- Direction des Affaires Administratives et Financières

## Liste des ministres
| Ministre | Ministre | Ministre            | Parti | Parti                                   | Dates de fonction | Dates de fonction |
| -------- | -------- | ------------------- | ----- | --------------------------------------- | ----------------- | ----------------- |
| 1        |          | M'hamed Bahnini     |       | Parti de la réforme et du développement | 10 décembre 1955  | 20 novembre 1972  |
| 2        |          | Abbas El Kaissi     |       | indépendant                             | 20 novembre 1972  | 14 mai 1973       |
| 3        |          | M'Hammed Benyekhlef |       | indépendant                             | 14 mai 1973       | 10 octobre 1977   |
| 4        |          | Abdessadek Rabiaa   |       | indépendant                             | 11 novembre 1993  | 12 août 2008      |
| 5        |          | Driss Dahak         |       | indépendant                             | 12 août 2008      | 5 avril 2017      |
| 6        |          | Mohamed Hajoui      |       | indépendant                             | 5 avril 2017      |                   |

## Budget[4]
Le budget du secrétariat général du gouvernement s'élève à 126,78 Millions de Dirhams pour l'année 2021.
|                                                                                              | Montant en DH |
| -------------------------------------------------------------------------------------------- | ------------- |
| Personnel                                                                                    | 85 904 000    |
| Matériel et Dépenses Diverses                                                                | 17 649 000    |
| Crédits de paiement pour l'année budgétaire 2021                                             | 3 228 000     |
| Total des dépenses d'exploitation des segma rattachés au secrétariat général du gouvernement | 20 000 000    |
| Total                                                                                        | 126 781 000   |